# Proteina di fase acuta
Le Proteine di fase acuta sono proteine presenti nel plasma sanguigno la cui concentrazione aumenta (proteine positive di fase acuta) o diminuisce (proteine negative di fase acuta) in presenza di infiammazione. Insieme alla febbre, alla leucocitosi e ad altre manifestazioni quali tachicardia, ipertensione, brividi, anoressia e malessere costituiscono la cosiddetta reazione di fase acuta.
La loro sintesi avviene soprattutto a livello del fegato in risposta a particolari citochine quali l'interleuchina 1, l'interleuchina 6 e il TNF. Nella sepsi, in cui la produzione in particolare di IL-1 e INF è sensibilmente aumentata, possono essere corresponsabili di coagulazione intravascolare disseminata.

## Proteine positive di fase acuta
Il ruolo di tale proteine, parte integrante dell'immunità innata, è variabile. Alcune eliminano i microrganismi o ne inibiscono la crescita; tra questi la PCR, la proteina legante il mannosio, i fattori del complemento, la ferritina, la ceruloplasmina, l'aptoglobina e l'amiloide sierica A. Altre, tra cui la serpina, forniscono un feedback negativo alla risposta infiammatoria; Altre ancora stimolano la coagulazione, in modo da intrappolare i patogeni e limitare l'infezione. Infine altri prodotti del sistema della coagulazione possono aumentare la permeabilità vascolare agendo da agenti chemotattici per i fagociti.
| Proteina                                                          | Funzione immunitaria |
| ----------------------------------------------------------------- | --- |
| Proteina C-reattiva                                               | Opsonina nei confronti dei patogeni |
| Amiloide sierica P                                                | Opsonina |
| Amiloide sierica A                                                | - Reclutamento delle cellule immunitarie nei siti di infiammazione - Induzione della degradazione enzimatica della matrice extracellulare                       |
| Sistema del complemento                                           | - Opsonizzazione, lisi e aggregazione delle cellule bersaglio - Chemiotassi                                                                                     |
| Proteina legante il mannosio                                      | Attivazione del complemento mediante la via lectinica |
| Fibrinogeno, protrombina, fattore VIII, fattore di von Willebrand | Fattori della coagulazione coinvolti nell'intrappolamento dei patogeni in trombi; alcuni sono coinvolti nella chemiotassi                                       |
| Plasminogeno                                                      | Degradazione dei trombi |
|                                                                   | |
| Ferritina                                                         | Inibizione dell'uptake di ferro da parte dei patogeni |
| Epcidina                                                          | Stimolazione dell'internalizzazione della ferroportina con inibizione del rilascio di ferro da parte della ferritina contenuta negli enterociti e nei macrofagi |
| Ceruloplasmina                                                    | Ossidazione del ferro con inibizione dell'uptake di ferro da parte dei patogeni e facilitazione del legame dello stesso ione con la ferritina                   |
| Aptoglobina                                                       | Lega l'emoglobina inibendo l'uptake di ferro da parte dei patogeni                                                                                              |
| Alfa 1-glicoproteina acida                                        | Carrier per steroidi |
| Alfa 1-antitripsina                                               | Serpina che inibisce l'infiammazione |
| Alfa1-antichimotripsina                                           | Serpina che inibisce l'infiammazione |

## Proteine negative di fase acuta
Tra queste sono comprese albumina, transferrina, transtiretina, l'antitrombina e la transcortina. La riduzione della loro concentrazione plasmatica suggerisce la presenza di infiammazione; il motivo che sta alla base della loro riduzione è soprattutto il risparmio di aminoacidi con la precisa funzione di favorire la sintesi delle proteine positive di fase acuta. Nel caso della transferrina, la riduzione è dovuta anche a una sovraregolazione del suo recettore solubile, ma quest'ultimo non sembra tuttavia cambiare in relazione all'infiammazione.